# Bustan Subajh
Bustan Subajh (arab. بستان صبيح) – wieś w Syrii, w muhafazie Hama. W 2004 roku liczyła 214 mieszkańców.